# Upplands runinskrifter 775
Upplands runinskrifter 775 är en vikingatida runsten av granit i Väppeby, Enköpings-Näs socken och Enköpings kommun. 
Runstenen är 2,5 meter hög, 1-1,3 meter bred och 0,2-0,5 meter tjock. Den ristade sidan visar rika orneringar med en runslinga huvudsakligen kring kanterna. Kanten är emellertid bortslagen på flera ställen. Stenen skall vara flyttad från Väppeby där den stått. Ristningen har tydligt huggna runor och runhöjden är 6-8 centimeter. Stenen lagades 1946.

## Inskriften
Translitterering av runraden:
u[i]tarfʀ · lit · rsa · stin · linsa · ifi[ʀ · asaaiʀ · a]uk · e[ft] suain auk · uiker · þau liti · litu · (k)... ...(r)ki · t[iþk]umi · risti · ru[naʀ] þis
Normalisering till runsvenska:
Vidiarfʀ let ræisa stæin þennsa æftiʀ Asgæiʀ(?) ok æftiʀ Svæin, ok Vigærðr þau letu  g[æra mær]ki. Tiðkumi risti runaʀ þessaʀ.
Översättning till nusvenska:
Vidjärv lät resa denna sten efter Åsger (?) och efter Sven, och han (Vidjärv) och Vigärd de läto göra minnesmärket. Tidkumi ristade dessa runor.